# Сатурн (премия, 2005)
31-я церемония вручения наград премии «Сатурн» за заслуги в области фантастики, фэнтези и фильмов ужасов за 2004 год состоялась 3 мая 2005 года в «Universal City Hilton Hotel» (Лос-Анджелес, Калифорния).

## Победители и номинанты
Победители указаны первыми, выделены жирным шрифтом и  отдельным цветом. 

### Кино-награды
| Категории                                        | Лауреаты и номинанты                                                                     | Лауреаты и номинанты                                                                      |
| ------------------------------------------------ | ---------------------------------------------------------------------------------------- | ----------------------------------------------------------------------------------------- |
| Лучший научно-фантастический фильм               | • Вечное сияние чистого разума / Eternal Sunshine of the Spotless Mind                   | • Вечное сияние чистого разума / Eternal Sunshine of the Spotless Mind                    |
| Лучший научно-фантастический фильм               | • Эффект бабочки / The Butterfly Effect                                                  |                                                                                           |
| Лучший научно-фантастический фильм               | • Послезавтра / The Day After Tomorrow                                                   |                                                                                           |
| Лучший научно-фантастический фильм               | • Забытое / The Forgotten                                                                |                                                                                           |
| Лучший научно-фантастический фильм               | • Я, робот / I, Robot                                                                    |                                                                                           |
| Лучший научно-фантастический фильм               | • Небесный Капитан и мир будущего / Sky Captain and the World of Tomorrow                |                                                                                           |
| Лучший фильм-фэнтези                             | • Человек-паук 2 / Spider-Man 2                                                          | • Человек-паук 2 / Spider-Man 2                                                           |
| Лучший фильм-фэнтези                             | • Рождение / Birth                                                                       |                                                                                           |
| Лучший фильм-фэнтези                             | • Гарри Поттер и узник Азкабана / Harry Potter and the Prisoner of Azkaban               |                                                                                           |
| Лучший фильм-фэнтези                             | • Хеллбой: Герой из пекла / Hellboy                                                      |                                                                                           |
| Лучший фильм-фэнтези                             | • Лемони Сникет: 33 несчастья / Lemony Snicket’s A Series of Unfortunate Events          |                                                                                           |
| Лучший фильм-фэнтези                             | • Дом летающих кинжалов / 十面埋伏 (Shí miàn mái fú)                                     |                                                                                           |
| Лучший фильм ужасов                              | • Зомби по имени Шон / Shaun of the Dead                                                 | • Зомби по имени Шон / Shaun of the Dead                                                  |
| Лучший фильм ужасов                              | • Блэйд 3: Троица / Blade: Trinity                                                       |                                                                                           |
| Лучший фильм ужасов                              | • Рассвет мертвецов / Dawn of the Dead                                                   |                                                                                           |
| Лучший фильм ужасов                              | • Проклятие / The Grudge                                                                 |                                                                                           |
| Лучший фильм ужасов                              | • Открытое море / Open Water                                                             |                                                                                           |
| Лучший фильм ужасов                              | • Пила: Игра на выживание / Saw                                                          |                                                                                           |
| Лучший фильм ужасов                              | • Ван Хельсинг / Van Helsing                                                             |                                                                                           |
| Лучший приключенческий фильм, боевик или триллер | • Убить Билла. Фильм 2 / Kill Bill: Vol. 2                                               | • Убить Билла. Фильм 2 / Kill Bill: Vol. 2                                                |
| Лучший приключенческий фильм, боевик или триллер | • Авиатор / The Aviator                                                                  |                                                                                           |
| Лучший приключенческий фильм, боевик или триллер | • Превосходство Борна / The Bourne Supremacy                                             |                                                                                           |
| Лучший приключенческий фильм, боевик или триллер | • Соучастник / Collateral                                                                |                                                                                           |
| Лучший приключенческий фильм, боевик или триллер | • Манчжурский кандидат / The Manchurian Candidate                                        |                                                                                           |
| Лучший приключенческий фильм, боевик или триллер | • Сокровище нации / National Treasure                                                    |                                                                                           |
| Лучший приключенческий фильм, боевик или триллер | • Призрак Оперы / The Phantom of the Opera                                               |                                                                                           |
| Лучший полнометражный мультфильм                 | • Суперсемейка / The Incredibles                                                         | • Суперсемейка / The Incredibles                                                          |
| Лучший полнометражный мультфильм                 | • Полярный экспресс / The Polar Express                                                  |                                                                                           |
| Лучший полнометражный мультфильм                 | • Подводная братва / Shark Tale                                                          |                                                                                           |
| Лучший полнометражный мультфильм                 | • Шрек 2 / Shrek 2                                                                       |                                                                                           |
| Лучший киноактёр                                 | Тоби Магуайр                                                                             | • Тоби Магуайр — «Человек-паук 2» (за роль Питера Паркера / Человека-паука)               |
| Лучший киноактёр                                 | Тоби Магуайр                                                                             | • Мэтт Дэймон — «Превосходство Борна» (за роль Джейсона Борна)                            |
| Лучший киноактёр                                 | Тоби Магуайр                                                                             | • Том Круз — «Соучастник» (за роль Винсента)                                              |
| Лучший киноактёр                                 | Тоби Магуайр                                                                             | • Джим Керри — «Вечное сияние чистого разума» (за роль Джоэла Бэриша)                     |
| Лучший киноактёр                                 | Тоби Магуайр                                                                             | • Джонни Депп — «Волшебная страна» (за роль сэра Джеймса Мэтью Барри)                     |
| Лучший киноактёр                                 | Тоби Магуайр                                                                             | • Кристиан Бейл — «Машинист» (за роль Тревора Резника)                                    |
| Лучшая киноактриса                               | Блэнчард Райан                                                                           | • Блэнчард Райан — «Открытое море» (за роль Сьюзен)                                       |
| Лучшая киноактриса                               | Блэнчард Райан                                                                           | • Николь Кидман — «Рождение» (за роль Анны)                                               |
| Лучшая киноактриса                               | Блэнчард Райан                                                                           | • Кейт Уинслет — «Вечное сияние чистого разума» (за роль Клементины Кручински)            |
| Лучшая киноактриса                               | Блэнчард Райан                                                                           | • Джулианна Мур — «Забытое» (за роль Телли Паретты)                                       |
| Лучшая киноактриса                               | Блэнчард Райан                                                                           | • Ума Турман — «Убить Билла. Фильм 2» (за роль Беатрикс Киддо / Невесты / «Чёрной Мамбы») |
| Лучшая киноактриса                               | Блэнчард Райан                                                                           | • Чжан Цзыи — «Дом летающих кинжалов» (за роль Xiao Mei)                                  |
| Лучший киноактёр второго плана                   | Дэвид Кэррадайн                                                                          | • Дэвид Кэррадайн — «Убить Билла. Фильм 2» (за роль Билла)                                |
| Лучший киноактёр второго плана                   | Дэвид Кэррадайн                                                                          | • Гэри Олдмен — «Гарри Поттер и узник Азкабана» (за роль Сириуса Блэка)                   |
| Лучший киноактёр второго плана                   | Дэвид Кэррадайн                                                                          | • Лев Шрайбер — «Манчжурский кандидат» (за роль Реймонда Шоу)                             |
| Лучший киноактёр второго плана                   | Дэвид Кэррадайн                                                                          | • Джон Туртурро — «Тайное окно» (за роль Джона Шутера)                                    |
| Лучший киноактёр второго плана                   | Дэвид Кэррадайн                                                                          | • Джованни Рибизи — «Небесный Капитан и мир будущего» (за роль Дэкса)                     |
| Лучший киноактёр второго плана                   | Дэвид Кэррадайн                                                                          | • Альфред Молина — «Человек-паук 2» (за роль Отто Октавиуса / доктора Осьминога)          |
| Лучшая киноактриса второго плана                 | Дэрил Ханна                                                                              | • Дэрил Ханна — «Убить Билла. Фильм 2» (за роль Элли Драйвер)                             |
| Лучшая киноактриса второго плана                 | Дэрил Ханна                                                                              | • Ким Бейсингер — «Сотовый» (за роль Джессики Мартин)                                     |
| Лучшая киноактриса второго плана                 | Дэрил Ханна                                                                              | • Ирма П. Холл — «Игры джентльменов» (за роль Марвы Мансон)                               |
| Лучшая киноактриса второго плана                 | Дэрил Ханна                                                                              | • Мерил Стрип — «Манчжурский кандидат» (за роль Элеанор Шоу)                              |
| Лучшая киноактриса второго плана                 | Дэрил Ханна                                                                              | • Диана Крюгер — «Сокровище нации» (за роль Эбигейл Чейз)                                 |
| Лучшая киноактриса второго плана                 | Дэрил Ханна                                                                              | • Анджелина Джоли — «Небесный Капитан и мир будущего» (за роль Фрэнки)                    |
| Лучший молодой актёр или актриса                 | Эмми Россум                                                                              | • Эмми Россум — «Призрак Оперы» (за роль Кристины Дайе)                                   |
| Лучший молодой актёр или актриса                 | Эмми Россум                                                                              | • Кэмерон Брайт — «Рождение» (за роль юного Шона)                                         |
| Лучший молодой актёр или актриса                 | Эмми Россум                                                                              | • Фредди Хаймор — «Волшебная страна» (за роль Питера Ллевелин-Дэвиса)                     |
| Лучший молодой актёр или актриса                 | Эмми Россум                                                                              | • Дэниел Рэдклифф — «Гарри Поттер и узник Азкабана» (за роль Гарри Поттера)               |
| Лучший молодой актёр или актриса                 | Эмми Россум                                                                              | • Перла Хэйни-Джардин — «Убить Билла. Фильм 2» (за роль Би Би Киддо)                      |
| Лучший молодой актёр или актриса                 | Эмми Россум                                                                              | • Джонатан Джексон — «Верхом на пуле» (за роль Алана Паркера)                             |
| Лучший режиссёр                                  | Сэм Рэйми                                                                                | • Сэм Рэйми за фильм «Человек-паук 2»                                                     |
| Лучший режиссёр                                  | Сэм Рэйми                                                                                | • Майкл Манн — «Соучастник»                                                               |
| Лучший режиссёр                                  | Сэм Рэйми                                                                                | • Мишель Гондри — «Вечное сияние чистого разума»                                          |
| Лучший режиссёр                                  | Сэм Рэйми                                                                                | • Альфонсо Куарон — «Гарри Поттер и узник Азкабана»                                       |
| Лучший режиссёр                                  | Сэм Рэйми                                                                                | • Квентин Тарантино — «Убить Билла. Фильм 2»                                              |
| Лучший режиссёр                                  | Сэм Рэйми                                                                                | • Чжан Имоу — «Дом летающих кинжалов»                                                     |
| Лучший сценарий                                  | • Элвин Сарджент — «Человек-паук 2»                                                      | • Элвин Сарджент — «Человек-паук 2»                                                       |
| Лучший сценарий                                  | • Стюарт Битти — «Соучастник»                                                            |                                                                                           |
| Лучший сценарий                                  | • Чарли Кауфман — «Вечное сияние чистого разума»                                         |                                                                                           |
| Лучший сценарий                                  | • Стив Кловис — «Гарри Поттер и узник Азкабана»                                          |                                                                                           |
| Лучший сценарий                                  | • Брэд Бёрд — «Суперсемейка»                                                             |                                                                                           |
| Лучший сценарий                                  | • Квентин Тарантино — «Убить Билла. Фильм 2»                                             |                                                                                           |
| Лучшая музыка                                    |                                                                                          | • Алан Сильвестри — «Ван Хельсинг»                                                        |
| Лучшая музыка                                    | • Джон Уильямс — «Гарри Поттер и узник Азкабана»                                         |                                                                                           |
| Лучшая музыка                                    | • Майкл Джаккино — «Суперсемейка»                                                        |                                                                                           |
| Лучшая музыка                                    | • Алан Сильвестри — «Полярный экспресс»                                                  |                                                                                           |
| Лучшая музыка                                    | • Эд Шермур — «Небесный Капитан и мир будущего»                                          |                                                                                           |
| Лучшая музыка                                    | • Дэнни Эльфман — «Человек-паук 2»                                                       |                                                                                           |
| Лучшие костюмы                                   | • Кевин Конран — «Небесный Капитан и мир будущего»                                       | • Кевин Конран — «Небесный Капитан и мир будущего»                                        |
| Лучшие костюмы                                   | • Жани Темиме — «Гарри Поттер и узник Азкабана»                                          |                                                                                           |
| Лучшие костюмы                                   | • Уэнди Партридж — «Хеллбой: Герой из пекла»                                             |                                                                                           |
| Лучшие костюмы                                   | • Александра Бирн — «Призрак Оперы»                                                      |                                                                                           |
| Лучшие костюмы                                   | • Еми Вада — «Дом летающих кинжалов»                                                     |                                                                                           |
| Лучшие костюмы                                   | • Габриэлла Пескуччи, Карло Поджиоли — «Ван Хельсинг»                                    |                                                                                           |
| Лучший грим                                      | • Джейк Гарбер, Мэтт Роуз, Майк Элизальде — «Хеллбой: Герой из пекла»                    | • Джейк Гарбер, Мэтт Роуз, Майк Элизальде — «Хеллбой: Герой из пекла»                     |
| Лучший грим                                      | • Дэвид ЛеРой Андерсон, Mario Cacioppo — «Рассвет мертвецов»                             |                                                                                           |
| Лучший грим                                      | • Ник Дадмэн, Аманда Найт — «Гарри Поттер и узник Азкабана»                              |                                                                                           |
| Лучший грим                                      | • Валли О’Рейлли, Билл Корсо — «Лемони Сникет: 33 несчастья»                             |                                                                                           |
| Лучший грим                                      | • Пол Джонс — «Обитель зла 2: Апокалипсис»                                               |                                                                                           |
| Лучший грим                                      | • Грег Кэнном, Стив ЛаПорте — «Ван Хельсинг»                                             |                                                                                           |
| Лучшие спецэффекты                               | • Джон Дайкстра, Scott Stokdyk, Энтони ЛаМолинара, Джон Фрэзиер — «Человек-паук 2»       | • Джон Дайкстра, Scott Stokdyk, Энтони ЛаМолинара, Джон Фрэзиер — «Человек-паук 2»        |
| Лучшие спецэффекты                               | • Питер Чианг, Пабло Хелман, Томас Дж. Смит — «Хроники Риддика»                          |                                                                                           |
| Лучшие спецэффекты                               | • Karen E. Goulekas, Нил Корбоулд, Грег Штраус, Remo Balcells — «Послезавтра»            |                                                                                           |
| Лучшие спецэффекты                               | • Роджер Гайетт, Тим Бёрк, Билл Джордж, Джон Ричардсон — «Гарри Поттер и узник Азкабана» |                                                                                           |
| Лучшие спецэффекты                               | • Джон Нельсон, Эндрю Р. Джонс, Эрик Нэш, Джо Леттери — «Я, робот»                       |                                                                                           |
| Лучшие спецэффекты                               | • Скотт Сквайрс, Бен Сноу, Daniel Jeannette, Сид Даттон — «Ван Хельсинг»                 |                                                                                           |

### Телевизионные награды
| Категории                                               | Лауреаты и номинанты                                                        | Лауреаты и номинанты                                                                       |
| ------------------------------------------------------- | --------------------------------------------------------------------------- | ------------------------------------------------------------------------------------------ |
| Лучший телесериал, сделанный для эфирного телевидения   | • Остаться в живых / LOST                                                   | • Остаться в живых / LOST                                                                  |
| Лучший телесериал, сделанный для эфирного телевидения   | • Шпионка / Alias                                                           |                                                                                            |
| Лучший телесериал, сделанный для эфирного телевидения   | • Ангел / Angel                                                             |                                                                                            |
| Лучший телесериал, сделанный для эфирного телевидения   | • C.S.I.: Место преступления / CSI: Crime Scene Investigation               |                                                                                            |
| Лучший телесериал, сделанный для эфирного телевидения   | • Звёздный путь: Энтерпрайз / Star Trek: Enterprise                         |                                                                                            |
| Лучший телесериал, сделанный для эфирного телевидения   | • Тайны Смолвилля / Smallville                                              |                                                                                            |
| Лучший телесериал, сделанный для кабельного телевидения | • Звёздные врата: SG-1 / Stargate SG-1                                      | • Звёздные врата: SG-1 / Stargate SG-1                                                     |
| Лучший телесериал, сделанный для кабельного телевидения | • 4400 / The 4400                                                           |                                                                                            |
| Лучший телесериал, сделанный для кабельного телевидения | • Мёртвые, как я / Dead Like Me                                             |                                                                                            |
| Лучший телесериал, сделанный для кабельного телевидения | • Мёртвая зона / The Dead Zone                                              |                                                                                            |
| Лучший телесериал, сделанный для кабельного телевидения | • Части тела / Nip/Tuck                                                     |                                                                                            |
| Лучший телесериал, сделанный для кабельного телевидения | • Звёздные врата: Атлантида / Stargate: Atlantis                            |                                                                                            |
| Лучшая телепостановка                                   | • На краю Вселенной: Битва за мир / Farscape: The Peacekeeper Wars          | • На краю Вселенной: Битва за мир / Farscape: The Peacekeeper Wars                         |
| Лучшая телепостановка                                   | • Пять дней до полуночи / 5ive Days to Midnight                             |                                                                                            |
| Лучшая телепостановка                                   | • Волшебник Земноморья / Earthsea                                           |                                                                                            |
| Лучшая телепостановка                                   | • Участь Салема / Салимов Удел / 'Salem’s Lot                               |                                                                                            |
| Лучшая телепостановка                                   | • Только мертвые знают / The Dead Will Tell                                 |                                                                                            |
| Лучшая телепостановка                                   | • Библиотекарь: В поисках копья судьбы / The Librarian: Quest for the Spear |                                                                                            |
| Лучший телеактёр                                        | Бен Браудер                                                                 | • Бен Браудер — «На краю Вселенной: Битва за мир» (за роль Джона Крайтона)                 |
| Лучший телеактёр                                        | Бен Браудер                                                                 | • Мэттью Фокс — «Остаться в живых» (за роль Джека Шепарда)                                 |
| Лучший телеактёр                                        | Бен Браудер                                                                 | • Джулиан Макмэхон — «Части тела» (за роль доктора Кристиана Троя)                         |
| Лучший телеактёр                                        | Бен Браудер                                                                 | • Том Уэллинг — «Тайны Смолвилля» (за роль Кларка Кента)                                   |
| Лучший телеактёр                                        | Бен Браудер                                                                 | • Ричард Дин Андерсон — «Звёздные врата: SG-1» (за роль бригадного генерала Джека О’Нилла) |
| Лучший телеактёр                                        | Бен Браудер                                                                 | • Ноа Уайли — «Библиотекарь: В поисках копья судьбы» (за роль Флинна Карсена)              |
| Лучшая телеактриса                                      |                                                                             | • Клаудия Блэк — «На краю Вселенной: Битва за мир» (за роль Айрин Сун)                     |
| Лучшая телеактриса                                      | • Дженнифер Гарнер — «Шпионка» (за роль Сидни Бристоу)                      |                                                                                            |
| Лучшая телеактриса                                      | • Эмбер Тэмблин — «Новая Жанна Д’Арк» (за роль Джоан Жирарди)               |                                                                                            |
| Лучшая телеактриса                                      | • Эванджелин Лилли — «Остаться в живых» (за роль Кейт Остин)                |                                                                                            |
| Лучшая телеактриса                                      | • Кристен Белл — «Вероника Марс» (за роль Вероники Марс)                    |                                                                                            |
| Лучшая телеактриса                                      | • Энн Хеч — «Только мертвые знают» (за роль Эмили Паркер)                   |                                                                                            |
| Лучший телеактёр второго плана                          | Терри О’Куинн                                                               | • Терри О’Куинн за роль Джона Локка в т/с «Остаться в живых»                               |
| Лучший телеактёр второго плана                          | Терри О’Куинн                                                               | • Джеймс Марстерс за роль Спайка в т/с «Ангел»                                             |
| Лучший телеактёр второго плана                          | Терри О’Куинн                                                               | • Доминик Монаган за роль Чарли Пэйса в т/с «Остаться в живых»                             |
| Лучший телеактёр второго плана                          | Терри О’Куинн                                                               | • Майкл Розенбаум за роль Лекса Лютора в т/с «Тайны Смолвилля»                             |
| Лучший телеактёр второго плана                          | Терри О’Куинн                                                               | • Майкл Шэнкс за роль доктора Дэниела Джексона в т/с «Звёздные врата: SG-1»                |
| Лучший телеактёр второго плана                          | Терри О’Куинн                                                               | • Кайл Маклахлен за роль Эдварда Уайлда в т/ф «Библиотекарь: В поисках копья судьбы»       |
| Лучшая телеактриса второго плана                        | Аманда Таппинг                                                              | • Аманда Таппинг — «Звёздные врата: SG-1» (за роль майора/подполковника Саманты Картер)    |
| Лучшая телеактриса второго плана                        | Аманда Таппинг                                                              | • Эми Экер — «Ангел» (за роль Уинифред «Фрэд» Бёркл / Иллирии)                             |
| Лучшая телеактриса второго плана                        | Аманда Таппинг                                                              | • Эрика Дюранс — «Тайны Смолвилля» (за роль Лоис Лэйн)                                     |
| Лучшая телеактриса второго плана                        | Аманда Таппинг                                                              | • Торри Хиггинсон — «Звёздные врата: Атлантида» (за роль доктора Элизабет Вейр)            |
| Лучшая телеактриса второго плана                        | Аманда Таппинг                                                              | • Саманта Мэтис — «Участь Салема» (за роль Сюзан Нортон)                                   |
| Лучшая телеактриса второго плана                        | Аманда Таппинг                                                              | • Соня Уолгер — «Библиотекарь: В поисках копья судьбы» (за роль Николь Нуне)               |

### DVD
| Категории                                     | Лауреаты и номинанты                                                                                       |
| --------------------------------------------- | --- |
| Лучшее DVD-издание фильма                     | • Звёздный десант 2: Герой Федерации / Starship Troopers 2: Hero of the Federation                         |
| Лучшее DVD-издание фильма                     | • Бионикл 2: Легенда Метру Нуи / Bionicle 2: Legends of Metru Nui                                          |
| Лучшее DVD-издание фильма                     | • Проклятие / 呪怨 (Ju-on)                                                                                 |
| Лучшее DVD-издание фильма                     | • Король Лев 3: Хакуна матата / The Lion King 1½                                                           |
| Лучшее DVD-издание фильма                     | • Потерянный скелет Кадавры / The Lost Skeleton of Cadavra                                                 |
| Лучшее DVD-издание фильма                     | • Игра Рипли / Ripley’s Game                                                                               |
| Лучшее специальное DVD-издание                | • Властелин колец: Возвращение короля (расширенная версия) / The Lord of the Rings: The Return of the King |
| Лучшее специальное DVD-издание                | • Хроники Риддика (for the unrated director’s cut) / The Chronicles of Riddick                             |
| Лучшее специальное DVD-издание                | • Хеллбой: Герой из пекла (режиссёрская версия) / Hellboy                                                  |
| Лучшее специальное DVD-издание                | • Король Артур (for the extended unrated version) / King Arthur                                            |
| Лучшее специальное DVD-издание                | • Шрек 2 / Shrek 2                                                                                         |
| Лучшее специальное DVD-издание                | • Человек-паук 2 (специальное издание) / Spider-Man 2                                                      |
| Лучшее DVD-издание классического фильма       | • Рассвет мертвецов / Dawn of the Dead (1978)                                                              |
| Лучшее DVD-издание классического фильма       | • Аладдин / Aladdin (1992)                                                                                 |
| Лучшее DVD-издание классического фильма       | • Дуэль / Duel (1971)                                                                                      |
| Лучшее DVD-издание классического фильма       | • Бал вампиров / Dance of the Vampires (1967)                                                              |
| Лучшее DVD-издание классического фильма       | • Уродцы / Freaks (1932)                                                                                   |
| Лучшее DVD-издание классического фильма       | • THX 1138 / THX 1138 (1971)                                                                               |
| Лучший DVD-сборник                            | • The Star Wars Trilogy                                                                                    |
| Лучший DVD-сборник                            | • The Best of Abbott and Costello, vol. 1 — 3                                                              |
| Лучший DVD-сборник                            | • The Marx Brothers Silver Collection                                                                      |
| Лучший DVD-сборник                            | • The Monster Legacy Collections                                                                           |
| Лучший DVD-сборник                            | • The Tarzan Collection                                                                                    |
| Лучший DVD-сборник                            | • The Ultimate Matrix Collection                                                                           |
| Лучшее DVD-издание телесериала или телефильма | • Тайны Смолвилля (сезоны: 2, 3) / Smallville                                                              |
| Лучшее DVD-издание телесериала или телефильма | • Баффи — истребительница вампиров (сезоны: 2, 3) / Buffy the Vampire Slayer                               |
| Лучшее DVD-издание телесериала или телефильма | • На краю Вселенной (4-й сезон) / Farscape                                                                 |
| Лучшее DVD-издание телесериала или телефильма | • Симпсоны (сезоны: 4, 5) / The Simpsons                                                                   |
| Лучшее DVD-издание телесериала или телефильма | • Звёздный путь: Вояджер (сезоны: 1—7) / Star Trek: Voyager                                                |
| Лучшее DVD-издание телесериала или телефильма | • Скачок во времени / A Wrinkle in Time                                                                    |
| Лучшее DVD-издание классического телесериала  | • Звёздный путь: Оригинальный сериал / Star Trek                                                           |
| Лучшее DVD-издание классического телесериала  | • Джонни Квест (мультсериал 1964—1965) / Jonny Quest                                                       |
| Лучшее DVD-издание классического телесериала  | • Земля исчезнувших (сериал 1974—1977) (сезоны: 1, 2) / Land of the Lost                                   |
| Лучшее DVD-издание классического телесериала  | • Затерянные в космосе (сериал 1965—1968) (сезоны: 1, 2) / Lost in Space                                   |
| Лучшее DVD-издание классического телесериала  | • Мой любимый марсианин (сериал 1963—1966) (1-й сезон) / My Favorite Martian                               |
| Лучшее DVD-издание классического телесериала  | • Ночная галерея (сериал 1969—1973) (1-й сезон) / Night Gallery                                            |

### Специальные награды
| Награда                    | Лауреаты |
| -------------------------- | --- |
| Специальная награда        | • Звёздный путь: Следующее поколение, Звёздный путь: Глубокий космос 9, Звёздный путь: Вояджер, Звёздный путь: Энтерпрайз — Special Recognition Award to the Star Trek TV series (1987—2005). |
| Filmmaker’s Showcase Award | • Керри Конран |
| За достижения в карьере    | • Том Ротман |
| За достижения в карьере    | • Стефен Дж. Кэннел |
| Service Award              | • Bill Liebowitz (посмертно) |